# 未来を花束にして
『未来を花束にして』（みらいをはなたばにして、原題：Suffragette）は、2015年制作のイギリスの歴史映画。
1910年代のイギリスで婦人参政権を求めて闘った女性たちの姿を描いた作品。原題のSuffragette（サフラジェット）とは、20世紀初頭のイギリスの参政権拡張論者、特に婦人参政権論者を指す言葉。

## あらすじ
1912年のロンドン。モード・ワッツは、夫サニーと幼い息子ジョージの3人で暮らす平凡な主婦で、サニーと共に洗濯工場で劣悪な環境下と低賃金で長時間働いていた。
ある日、モードは洗濯物を届ける途中、女性参政権を求めて活動する婦人社会政治連合（WSPU）の過激行動に遭遇したのをきっかけに、サフラジェットと呼ばれる女性参政権を求める活動家で過激な活動を展開しているイーディスと出会う。
やがて、政府による女性参政権運動への取り締まりが厳しくなり、カメラによる市民監視システムが導入される。そしてモードは偶然写り込んでいたために、無関係ながら活動家の1人としてマークされてしまう。
これによって、モードはサニーから一方的に離婚を申し渡され、息子ジョージと会うことを禁じられた上にジョージは勝手に養子に出され、工場も解雇されてしまう。
最初は運動に無関心だったモードであったが、運動家たちの命をもかけた過激な活動を目の当たりにし、また議会の公聴会で友人の代わりに工場での待遇や自身の身の上を証言したことをきっかけに、自分が違う生き方を望んでいることに気付き、連帯を示す花を付けた帽子をかぶって運動に積極的にかかわっていく。

## キャスト
- モード・ワッツ：キャリー・マリガン
- イーディス・エリン：ヘレナ・ボナム=カーター
- サニー・ワッツ：ベン・ウィショー
- アーサー・スティード警部：ブレンダン・グリーソン
- ヴァイオレット・ミラー：アンヌ=マリー・ダフ
- エメリン・パンクハースト：メリル・ストリープ
- アリス・ホートン：ロモーラ・ガライ
- ヒュー・エリン：フィンバー・リンチ
- エミリー・ワイルディング・デイヴィソン：ナタリー・プレス
- ベネディクト・ホートン：サミュエル・ウェスト
- ノーマン・テイラー：ジェフ・ベル
- デビッド・ロイド・ジョージ：エイドリアン・シラー

### ソフト
- 原語版のDVD・Blu-rayがある。
- 日本語版DVD（2017年7月28日、KADOKAWA）

## 評価
- 第18回英国インディペンデント映画賞助演男優賞受賞（ブレンダン・グリーソン）
- 第19回ハリウッド映画賞
  - 主演女優賞受賞（キャリー・マリガン）
  - 作曲賞受賞（アレクサンドル・デスプラ）※『リリーのすべて』とダブルでの受賞
- 北丸雄二は邦題が映画のテーマと乖離している旨批判している[5]。

## その他
婦人社会政治連合（WSPU）の活動家で、何度逮捕されても権力に果敢に立ち向かう薬剤師イーディスを演じたヘレナ・ボナム=カーターは、当時のイギリス首相で婦人参政権運動を弾圧していたハーバート・ヘンリー・アスキス伯爵のひ孫にあたる。